# Lijst van voetbalinterlands Malediven - Singapore
Deze lijst van voetbalinterlands is een overzicht van alle officiële voetbalwedstrijden tussen de nationale teams van de Malediven en Singapore. De landen hebben tot nu toe zeven keer tegen elkaar gespeeld. De eerste ontmoeting, een kwalificatiewedstrijd voor de Azië Cup 1996, werd gespeeld in Bangkok (Thailand) op 29 juni 1996. Het laatste duel, een vriendschappelijke wedstrijd, vond plaats op 5 juni 2025 in Singapore.

## Wedstrijden
| № | Plaats    | Datum         | Competitie                 | Wedstrijd             | Uitslag |
| - | --------- | ------------- | -------------------------- | --------------------- | ------- |
| 1 | Bangkok   | 29 juni 1996  | Azië Cup 1996 kwalificatie | Malediven − Singapore | 0 − 2   |
| 2 | Singapore | 7 juli 1996   | Azië Cup 1996 kwalificatie | Singapore − Malediven | 5 − 2   |
| 3 | Singapore | 9 april 2002  | Vriendschappelijk          | Singapore − Malediven | 2 − 0   |
| 4 | Singapore | 4 maart 2003  | Vriendschappelijk          | Singapore − Malediven | 4 − 1   |
| 5 | Singapore | 7 juni 2011   | Vriendschappelijk          | Singapore − Malediven | 4 − 0   |
| 6 | Singapore | 23 maart 2018 | Vriendschappelijk          | Singapore − Malediven | 3 − 2   |
| 7 | Singapore | 5 juni 2025   | Vriendschappelijk          | Singapore − Malediven | 3 − 1   |

## Samenvatting
| Competitie            | Totaal gespeeld | Winst Malediven | Gelijk | Winst Singapore | Doelsaldo Malediven – Singapore |
| --------------------- | --------------- | --------------- | ------ | --------------- | ------------------------------- |
| Azië Cup-kwalificatie | 2               | 0               | 0      | 2               | 2 − 7                           |
| Vriendschappelijk     | 5               | 0               | 0      | 5               | 4 − 16                          |
| Totaal                | 7               | 0               | 0      | 7               | 6 − 23                          |

FAM · A-internationals · Maldivisch vrouwenelftal
1980 - 1989 · 
1990 - 1999 · 
2000 – 2009 · 
2010 – 2019 ·
2020 − 2029
Afghanistan ·
Bahrein ·
Bangladesh ·
Bhutan ·
Brunei ·
Cambodja ·
China ·
Comoren ·
Filipijnen ·
Guam ·
Hongkong ·
India ·
Indonesië ·
Iran ·
Jemen ·
Kirgizië ·
Laos ·
Libanon ·
Maleisië ·
Mauritius ·
Mongolië ·
Myanmar ·
Nepal ·
Oezbekistan ·
Oman ·
Pakistan ·
Palestina ·
Qatar ·
Seychellen ·
Singapore ·
Sri Lanka ·
Syrië ·
Tadzjikistan ·
Thailand ·
Turkmenistan ·
Vietnam ·
Zuid-Korea
FAS · 
Lijst van A-internationals · 
Singaporees vrouwenelftal
1960 – 1969 ·
1970 – 1979 ·
1980 – 1989 ·
1990 – 1999 ·
2000 – 2009 ·
2010 – 2019
Afghanistan ·
Argentinië ·
Australië · 
Azerbeidzjan · 
Bahrein · 
Bangladesh · 
Brunei · 
Cambodja · 
Canada · 
China · 
Denemarken · 
Fiji ·
Filipijnen · 
Finland · 
Ghana · 
Guam ·
Hongkong · 
India · 
Indonesië · 
Irak · 
Iran · 
Israël · 
Japan · 
Jemen ·
Jordanië · 
Kazachstan · 
Kirgizië · 
Koeweit · 
Laos · 
Libanon · 
Macau · 
Malediven · 
Maleisië · 
Mauritius ·
Mongolië · 
Myanmar · 
Nepal · 
Nieuw-Zeeland · 
Noord-Korea · 
Noorwegen · 
Oezbekistan · 
Oman · 
Oost-Timor · 
Pakistan · 
Palestina · 
Papoea-Nieuw-Guinea ·
Polen · 
Qatar ·
Salomonseilanden · 
Saoedi-Arabië · 
Sri Lanka · 
Syrië · 
Tadzjikistan · 
Taiwan · 
Thailand · 
Turkmenistan · 
Uruguay · 
Verenigde Arabische Emiraten · 
Vietnam · 
Zuid-Korea · 
Zuid-Vietnam · 
Zweden